# Havannah
Havannah – abstrakcyjna strategiczna gra planszowa, opracowana w roku 1976 przez Holendra Christiana Freelinga. Początkowo grywano w nią w klubie gier "Fanaat" na Universiteit Twente. We wczesnych latach 80. XX wieku zestawy do tej gry produkowało niemieckie wydawnictwo Ravensburger. Nazwa gry została wybrana przez wskazanie palcem przypadkowego hasła na losowo otwartej stronie słownika (hasło brzmiało Havana, ale taka pisownia zbytnio się kojarzyła z cygarami).

## Zasady gry

Partie rozgrywa się na sześciokątnej planszy złożonej z sześciokątnych pól. Zazwyczaj korzysta się z plansz o boku liczącym od 5 do 10 pól.
Jeden z graczy wykonuje ruchy białymi pionkami, drugi czarnymi. Zaczynają białe, następnie ruchy wykonuje się na zmianę. Każdy ruch polega na umieszczeniu pionka swojego koloru na pustym polu. Pionków raz umieszczonych na planszy nigdy się nie zbija ani nie przesuwa.
Wygrywa gracz, który utworzy ze swoich pionków nieprzerwany łańcuch jednego z trzech rodzajów:
- pierścień otaczający jedno lub więcej pól, przy czym nie ma znaczenia czy otoczone pola są puste lub zajęte przez pionki dowolnego koloru; w szczególności pierścień może tworzyć sześć pionków otaczających jeden pionek tego samego koloru[4],
- most łączący dowolne dwa narożniki planszy,
- rozwidlenie[5] łączące dowolne trzy boki planszy (przy czym narożniki traktuje się jako nie wchodzące w skład boków).

Rysunek po prawej przedstawia przykłady zwycięskich łańcuchów pionków: czarne rozwidlenie, biały pierścień i biały most.
Remis ma miejsce, gdy cała plansza zostaje zapełniona pionkami bez utworzenia żadnego zwycięskiego łańcucha. W praktyce remisy zdarzają się bardzo rzadko, zwłaszcza na większych planszach.

## Programy grające w Havannah

Partia Freeling-Lajkonik, poddana przez człowieka

Gra Havannah przyciągnęła uwagę programistów, gdy w 2002 roku Freeling zapowiedział, że wypłaci 1000 euro autorowi programu, który wygra z nim chociaż jedną partię z dziesięciu, na planszy o boku 10 pól, w ciągu najbliższych dziesięciu lat. Internetowy mecz z udziałem trzech programów: Castro, Lajkonik i Wanderer trwał od 15 do 19 października 2012 roku. 16 października 2012 o godzinie 11:56 czasu środkowoeuropejskiego letniego Freeling poddał partię przeciwko programowi Lajkonik autorstwa Marcina Ciury i Piotra Wieczorka, przegrywając swój zakład. Ostateczny wynik meczu to 7:3 dla Freelinga (Lajkonik wygrał dwie partie, Castro – jedną).
Od 2009 roku Havannah należy do gier rozgrywanych na olimpiadzie komputerowej. W roku 2010 i 2011 rozgrywki wygrał program Castro autorstwa Timo Ewaldsa, podówczas studenta Uniwersytetu Alberty.
W styczniu 2011 Ewalds ogłosił, że rozwiązał grę Havannah na planszy o boku 4 pól. Białe mają strategię wygrywającą niezależnie od swojego pierwszego ruchu.
Większość silnych programów korzysta z techniki Monte-Carlo Tree Search. Na niewielkich planszach, gdzie główne znaczenie ma taktyka, obecne programy grają na stosunkowo wysokim poziomie. Ze wzrostem rozmiaru planszy rośnie znaczenie strategii i złożoność gry, dlatego na większych planszach programy zazwyczaj przegrywają z wytrawnymi graczami.